# Ward (strip)
Ward is een Nederlandse avonturenstrip. De serie wordt getekend door Marissa Delbressine en het scenario is afkomstig van Willem Ritstier.
De verhalen werden sinds 2012 voorgepubliceerd in het stripblad Eppo.

## Verhaal
De familie Kessels maakt per zeilschip een reis rond de wereld. Op een dag worden ze verrast door een hevige storm die hen naar een onbekend eiland drijft. Dit eiland is omgeven door scheepswrakken en zeker niet onbewoond. Er is ook een vreemde toren op het eiland.
Gaandeweg krijgen ze te maken met piraten.

## Albums
De verhalen werden ook uitgegeven in albumvorm bij uitgeverij Don Lawrence Collection. Hieronder volgt een lijst van albums.
1. Gestrand (2013)
2. Het labyrint (2014)
3. Kapers op de kust (2015)
4. Stilte voor de storm (2017)